# چیتانووا
چیتانووا (به ایتالیایی: Cittanova) یک کومونه در ایتالیا است که در استان رجو کالابریا واقع شده‌است.

## خصوصیات
چیتانووا ۶۱٫۸ کیلومترمربع مساحت و ۱۰٬۶۴۰ نفر جمعیت دارد و ۳۹۰ متر بالاتر از سطح دریا واقع شده‌است.

## خواهرخوانده
شهرهای ایانگورود و کالتانیستا خواهرخوانده‌های چیتانووا هستند.